# Traseele liniilor CT Bus
CT Bus este principala companie de transport din Constanța. În prezent, CT Bus dispune de 31 de trasee de autobuz (21 Linii Autobuz, 3 Transport Elevi, 4 Trasee de Noapte, 2 Trasee Estivale) și 374 de stații de autobuz.
Hartă Trasee

## Trasee[1]
Linia 1
Confort Urban(Sere) - Bd. A. Vlaicu - Tomis 3
Lungimea Traseului = 19,4 km - 37 stații
Durata Cursei = 50 min
Linia 2-43
Tomis Nord - Centru - Gară - Poarta 6
Lungimea Traseului = 21.6 km - 50 stații
Durata Cursei = 85 min
Linia 3
Tomis Nord - Sanatoriu TBC Palazu Mare - Tomis Plus
Lungimea Traseului = 16,8 km - 33 stații
Durata Cursei = 65 min
Linia 3B
Tomis Nord - Târg Legume-Fructe(varianta Ovidiu DN3C)
Lungimea Traseului = 12,7 km - 23 stații
Durata Cursei = 40 min
Linia 5-40
Pe durata sezonului estival oprește și la stația Aqua Magic
Confort Urban - Gară - Campus
Lungimea Traseului = 30,9 km - 66 stații
Durata Cursei = 105min
Linia 5b
Confort Urban(Sere) - KM 5 - Gară
Lungimea Traseului = 17,9 km - 37 stații
Durata Cursei = 43 min
Linia 13
Auchan (KM 5) - C.E.T. - CARREFOUR
Lungimea Traseului = 29,8 km - 58 stații
Durata Cursei = 100 min
Linia 14
Pe durata sezonului estival oprește și la stația Aqua Magic
Zona Industrială - Casa de Cultură - Unirii - Vivo
Lungimea cursei = 30,4 km - 64 stații
Durata Cursei = 100 min
Linia 42
Tomis Nord - Centru - Portul Tomis
Lungimea Traseului = 14,1 km - 29 stații
Durata Cursei = 55 min
Linia 43C
Gară - Tomis III - Carrefour
Lungimea Traseului = 16,4 km - 33 stații
Durata Cursei = 65 min
Linia 43M
Gară - Tomis III - Vivo
Lungimea Traseului = 15,5 km - 33 stații
Durata Cursei = 65 min
Linia 44
Poarta 1 (Port) - Casa de Cultură - Ștefăniță Vodă
Lungimea Traseului = 17,5 km - 41 stații
Durata Cursei = 57 min
Linia 47M
NU circulă pe durata sezonului estival
Tabără Turist - Mamaia - Campus
Lungimea Traseului = 12 km - 21 stații
Durata Cursei = 34 min
Linia 48
Palas - I.C. Brătianu - Poarta 2 (Port)
Lungimea Traseului = 14,4km - 32 stații
Durata Cursei = 53 min
Linia 51
Poarta 1 - Casa de Cultură - Halta Traian (Inel II)
Lungimea Traseului = 11 km - 26 stații
Durata Cursei = 40 min
Linia 51b
Poarta 1 - Halta Traian - Aurel Vlaicu
Lungimea Traseului = 14,26 km - 32 stații
Durata Cursei = 55 min
Linia 100
Pe durata sezonului estival este înlocuit cu 100M, care circulă și prin stațiunea Mamaia
Gară - Lăpușneanu - Sat Vacanță
Lungimea Traseului = 11,7 km - 25 stații
Durata Cursei = 80 min
Linia 100C
Gară - Lăpușneanu - Carrefour
Lungimea Traseului = 17,3 km - 36 stații
Durata Cursei = 62 min
Linia 101
Zona Industrială - Gară - Poarta 1 (Port)
Lungimea Traseului = 23,8 km - 52 stații
Durata Cursei = 81 min
Linia 101M
Gară - C.E.T. - Vivo
Lungimea Traseului = 24 km - 44 stații
Durata Cursei = 82 min
Linia 102
Pescarie - Bd. Mamaia - Industriala
Lungimea Traseului = 19,8 km - 38 stații
Durata Cursei = 70 min

### Trasee Transport Elevi
Traseu E1
Gara - Bd.Lăpușneanu - Tomis Nord
Lungimea Traseului = 12 km - 24 stații
Durata cursei = 60 min
Traseu E2
KM5 - str.Cumpenei - str.Soveja - Tomis Nord
Lungimea Traseului = 17,8 km - 29 stații
Durata cursei = 70 min
Traseu E3
Palazu mare - Tomis Nord
Lungimea Traseului = 12 km - 22 stații
Durata Cursei = 60 min

### Trasee de Noapte
Traseele de noapte nu circulă pe durata întregului an!
Linia N102
Zona Industrială - Faleză Nord - Pescărie
Lungimea Traseului = 19,8 km - 46 stații
Durata Cursei = 50 min
Linia N2-43
Tomis Nord - Centru - Gară - Poarta 6
Lungimea Traseului = 21,6 km - 50 stații
Durata Cursei = 70 min
Linia N5-40
Confort Urban - Sere - Gară - Campus
Lungimea Traseului = 30,9 km - 66 stații
Durata Cursei = 80 min
Linia N100M
Gară - Lăpușneanu - Stațiunea Mamaia
Lungimea Traseului = 23 km - 45 stații
Durata Cursei = 80 min

### Liniile Estivale
CiTy Tour
Gară - Port - Centru - Mamaia(Tabără Tourist)
Lungimea Traseului = 32,3 km - 54 stații
Durata Cursei = 130 min
Autobuzele CiTy Tour circulă pe principiul Hop On / Hop Off. Marele avantaj pentru pasageri este posibilitatea întreruperii traseului turistic pentru vizitarea obiectivelor de interes și continuarea călătoriei cu un alt autobuz etajat, din oricare stație, în prețul biletului achitat inițial. Autobuzele includ în ruta lor 100 de obiective turistice importante din orașul Constanța și din stațiunea Mamaia: Silozurile Anghel Saligny, Vechea Bursă Maritimă, Gara maritimă, Cuibul Reginei, Muzeul de Istorie și Arheologie, Edificiul roman cu mozaic, Moscheea Carol I, Cazinoul, Acvariul, Farul Genovez, Portul turistic "Tomis", Delfinariu, Satul de Vacanță, Cazinoul din Mamaia si altelele.